# Élie Reynier
Élie Reynier, né le 1er décembre 1875 à Privas et mort le 1er septembre 1953, est un historien ardéchois.

## Biographie
Il est l'auteur d'ouvrages historiques sur Privas, l'Ardèche et le Vivarais. Il a été membre de la Ligue des droits de l'homme dont il démissionne en juin 1937 ainsi que de l'Association juridique internationale.
On lui doit notamment la somme de l'Histoire de Privas, déclinée en quatre volumes entre les années 1941 et 1951.
Pierre Broué indique dans son histoire de l'Internationale communiste qu'il fut son « maître à penser ».

## Publications
- La soie en Vivarais, 1921, en ligne.
- « Les industries de la soie en Vivarais », Revue de géographie alpine (DOI 10.3406/rga.1921.2821), p. 173–227
- « L'électrification en Ardèche par Élie Reynier, Revue de géographie alpine, 1933, Volume 21, pp. 241-247 », sur www.persee.fr (consulté le 28 mai 2023)
- « Aubenas : Esquisse de géographie humaine » dans Revue de géographie alpine, tome 21, n°3 1933, p. 618 lire (consulté le 28 mai 2023).
- Ardèche (département de l') - Le Pays de Vivarais, Monographies des villes et villages de France de Micberth], 1993, réimp. édit. 1934, 14 × 20, br., 282 pp.  (ISBN 2-7428-0044-1)
- « Un canton qui décline : Le Lauzet (Basses-Alpes) », Revue de géographie alpine, 1937, t. 25 no 1, p. 229.
- Les libertés et franchises de Privas (1281 à 1309) : (1281 à 1309), Privas, imp. Habauzit, 1940, sur Gallica (lire en ligne)
- Histoire de Privas en 3 tomes (1941 - 1942 - 1946)
- Mines, métallurgies et voies ferrées de la région privadoise(1943)
- Une longue agonie : le Musée Malbos, Yssingeaux, imp. Michel, 1947
- La seconde République en Ardèche (1948)
- Saint-Sauveur-de-Montagut : Évolution d'une petite commune rurale en Ardèche, Privas, imp. L.Volle, 1953, sur Gallica (lire en ligne)